# Vernoy
Vernoy é uma comuna francesa na região administrativa de Borgonha-Franco-Condado, no departamento de Yonne. Estende-se por uma área de 14,69 km². Em 2010 a comuna tinha 250 habitantes (densidade: 17 hab./km²).